# Merkendorf
För andra betydelser, se Merkendorf (olika betydelser).
Merkendorf är en stad i Landkreis Ansbach i Regierungsbezirk Mittelfranken i förbundslandet Bayern i Tyskland.  Merkendorf erhöll stadsprivilegier 1398.

## Museer
- Heimat- und Krautlandmuseum
- Bürger- und Trachtenstube

## Vänorter
- Merkendorf i Oberfranken
- Merkendorf i Oberfranken
- Merkendorf i Thüringen
- Merkendorf i Schleswig-Holstein
- Merkendorf i Steiermark

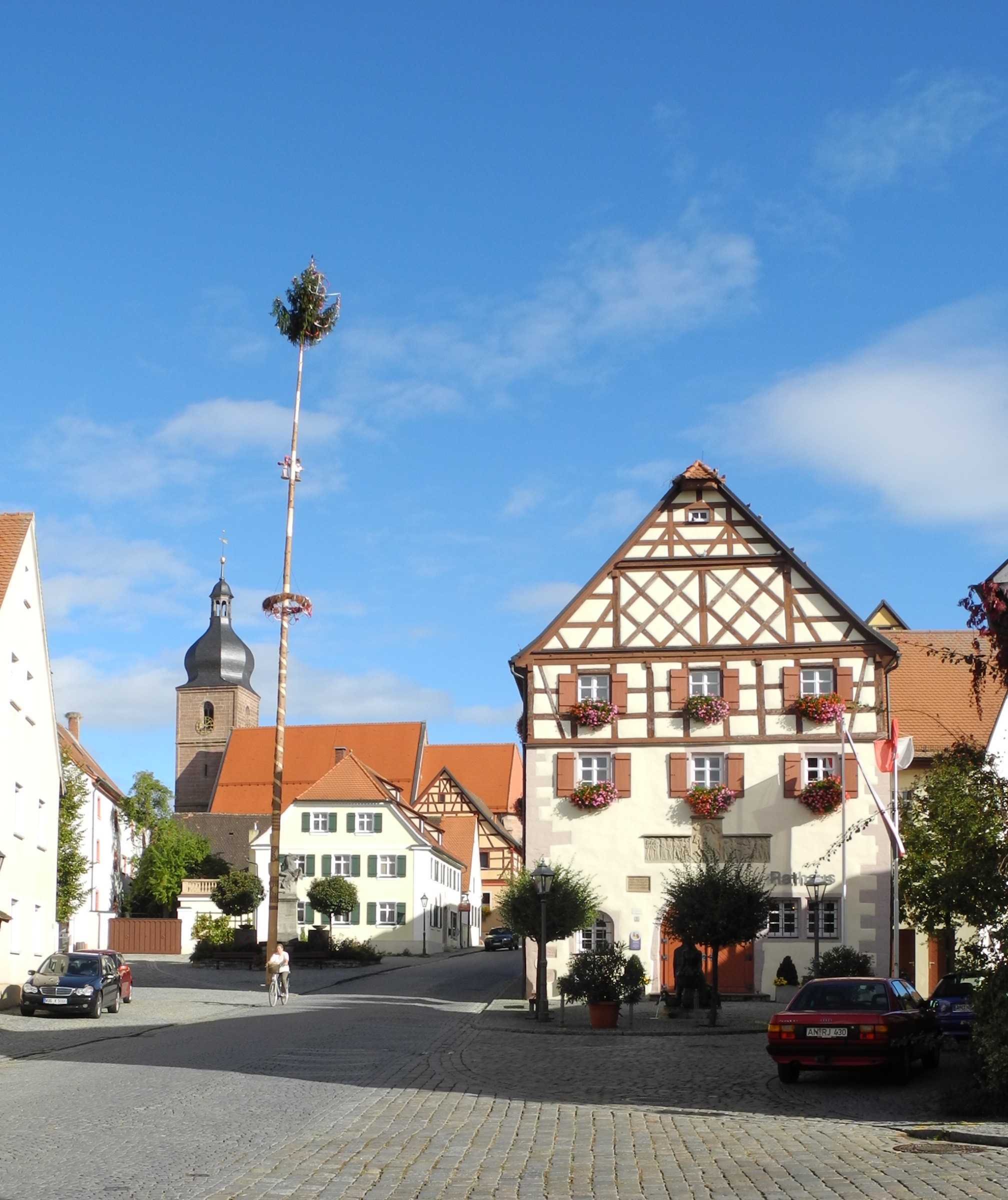
Marknads
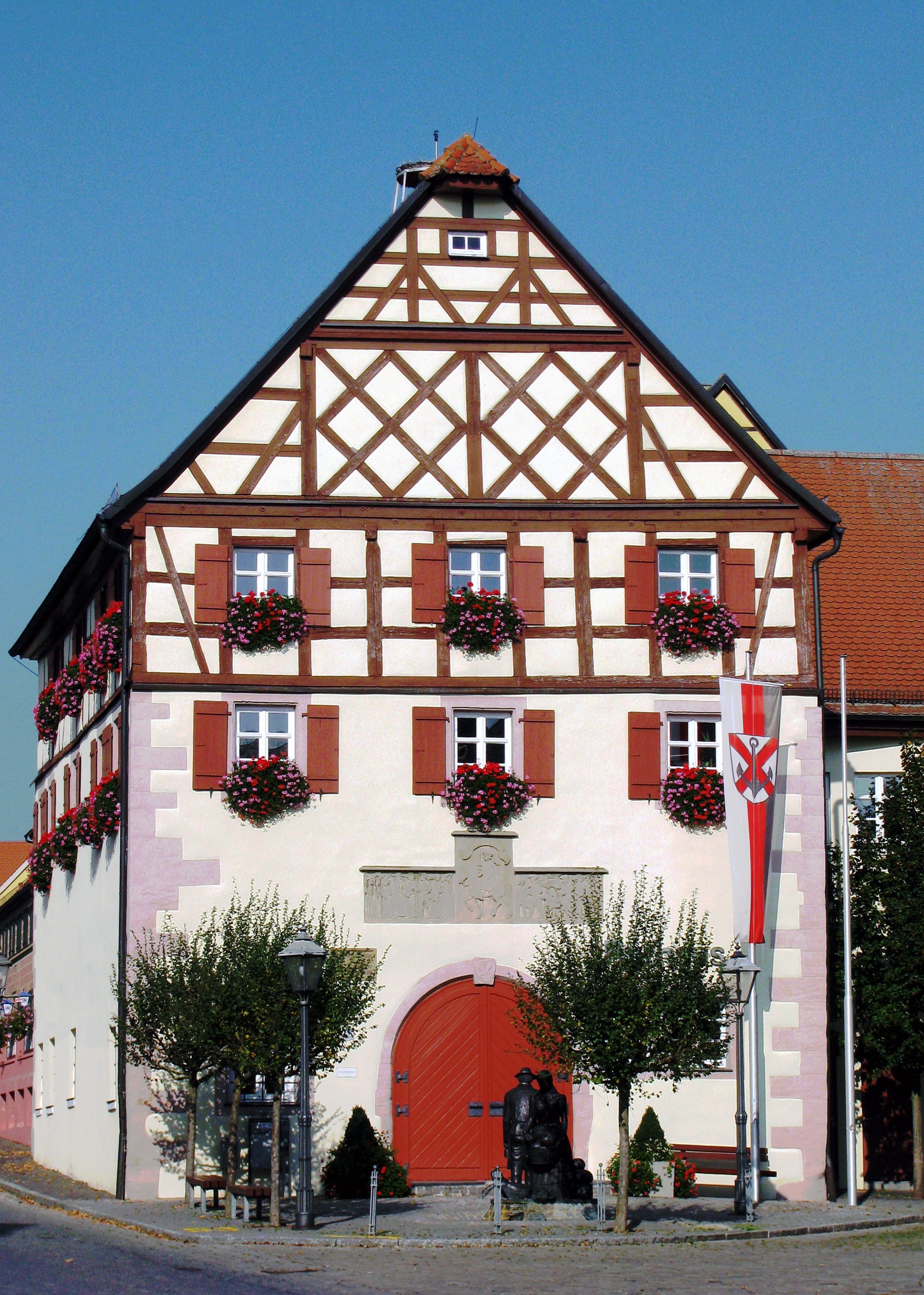
Stadshus
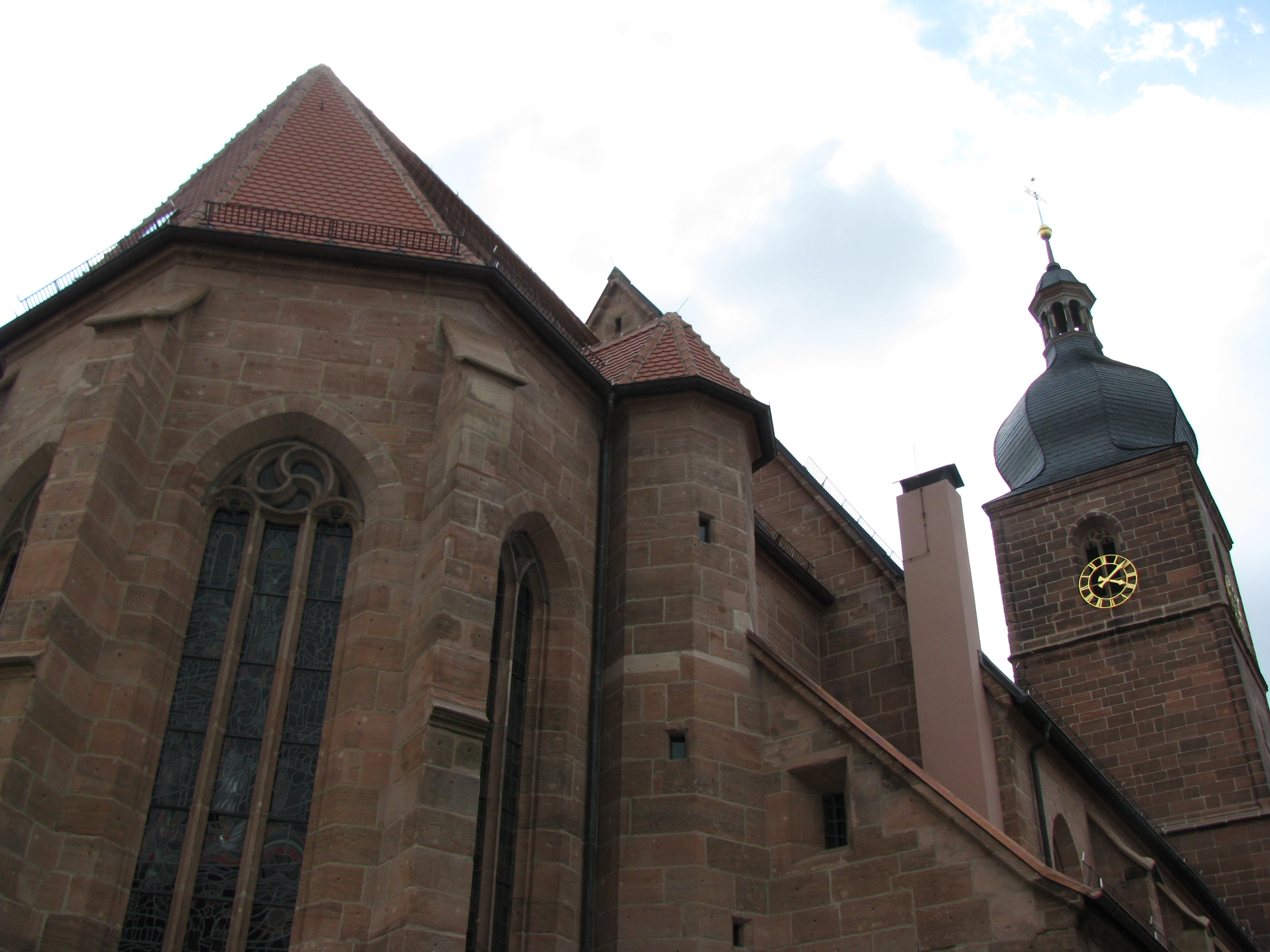
Kyrka